# Common Sense (musikalbum)
Common Sense är ett musikalbum av John Prine lanserat 1975. Albumet producerades av Steve Cropper och var det sista Prine gjorde för skivbolaget Atlantic Records. Det spelades in i Memphis och Los Angeles, och Prine har i efterhand berättat att han mycket medvetet ville göra ett annorlunda album jämfört med det föregående Sweet Revenge.
Med albumet fick Prine sin bästa albumplacering dittills, nummer 66 på Billboard 200. Skivan mottogs däremot inte särskilt väl hos musikkritiker som noterade den drastiska musikaliska skillnaden jämfört med hans tidigare album. Prine tog efter skivan en paus på tre år innan nästa album kom ut.

## Låtlista
(alla låtar skrivna av John Prine utom spår 11 av Chuck Berry)
1. "Middleman" – 2:29
2. "Common Sense" – 3:07
3. "Come Back to Us Barbara Lewis Hare Krishna Beauregard" – 3:17
4. "Wedding Day in Funeralville" – 2:25
5. "Way Down" – 2:21
6. "My Own Best Friend" – 3:11
7. "Forbidden Jimmy" – 2:52
8. "Saddle in the Rain" – 3:30
9. "That Close to You" – 2:45
10. "He Was in Heaven Before He Died" – 2:12
11. "You Never Can Tell" – 3:17

## Fotnoter
1. ↑  https://www.billboard.com/music/john-prine